# 우리는 챔피언의 등장인물 목록
다음은 우리는 챔피언의 등장인물 목록이다.

## 등장인물

### TRF 빅토리즈
세이바 고 (남궁 호)
성우 - 이케자와 하루나/김정애
본 애니메이션 시리즈의 주인공. 남궁 열의 동생이며 초등학교 4학년이다. 충동적이고 경솔하지만, 때로는 침착하다. 
세이바 레츠 (남궁 열)
성우 - 후치자키 유리코/이선호
본 애니메이션 시리즈의 11세 소년. 초등학교 5학년이며 남궁 호의 형이다. 
타카바 료 (독고 진)
성우 - 타카노 우라라/이연희
동생 지로마루와 함께 육지에서 사는 방랑자. 레츠고 형제를 처음 만났을때, 그는 특히 남궁 호의 라이벌이 된다. 
미쿠니 토키치 (나원승)
성우 - 코우지로 치에/김미정
초가 붙은 거대기업인 미쿠니 콘체른의 사장 아들. 
제이
성우 - 와타나베 쿠미코/송덕희
신기원 박사 밑에 있던 365일 파란색 전신 쫄쫄이를 입는 레이서. 
타카바 지로마루 (독고 민)
성우 - 오타니 이쿠에/지미애
독고 진의 남동생. 독고 진을 좋아하고 사방을 따라다닌다. 
츠치야 박사 (공진수 박사)
성우 - 에바라 마사시/김정호
공진수 경주차 공장의 책임자. 미니 4WD의 개발의 소유자이자 개척자이며, 그의 절반이 영감을 얻은 것은 제트기 조종사이자 비행기 기술자이다. 